# Travoprost
Travoprost je učinkovina, ki se uporablja pri zdravljenju zelene mrene in očesne hipertenzije (povečanega tlaka). Je analog prostaglandina ter poveča izločanje prekatne vodke iz zrkla ter s tem zmanjša znotrajočesni tlak. Na trgu je pod zaščitenima imenoma Travatan® in Travatan Z®, trži pa ga podjetje Alcon Inc.
Travoprost je sintezni analog prostaglandina F 2α.

## Neželeni učinki
Možni neželeni učinki so:
- zamegljen vid
- pordelost vek
- trajna potemnelost trepalnic
- nelagodni občutek v očeh
- potemnelost šarenice, lahko povzroči tudi heterokromijo
- pekoč občutek takoj po uporabi
- zadebeljenost trepalnic
- vnetje obsečnice, zmanjšan pretok seča

## Mehanizem delovanja
Travoprost, analog prostaglandina F 2α , je popolni agonist, ki je močno selektiven in ima veliko afiniteto za prostaglandinski receptor FP. Očesni tlak zniža tako, da poveča iztekanje prekatne vodke skozi trabekularno omrežje in po uveoskleralnih poteh. Znižanje očesnega tlaka pri človeku nastopi približno 2 uri po uporabi zdravila, največji učinek pa je dosežen po 12 urah. Znatno znižanje očesnega tlaka se lahko ohranja dlje kot 24 ur, že po uporabi enega samega odmerka.
Poglej karto zdravila Travatan (travoprost) in Povzetek glavnih značilnosti zdravila